# Капандю (коммуна)
Капандю́ (фр. Capendu) — коммуна во Франции, находится в регионе Лангедок — Руссильон. Департамент коммуны — Од. Административный центр кантона Капандю. Округ коммуны — Каркасон.
Код INSEE коммуны — 11068.

## Население
Население коммуны на 2008 год составляло 1525 человек.
| 1962 | 1968 | 1975 | 1982 | 1990 | 1999 | 2008 |
| ---- | ---- | ---- | ---- | ---- | ---- | ---- |
| 1407 | 1413 | 1160 | 1198 | 1291 | 1380 | 1525 |

## Экономика
В 2007 году среди 927 человек в трудоспособном возрасте (15—64 лет) 641 были экономически активными, 286 — неактивными (показатель активности — 69,1 %, в 1999 году было 70,0 %). Из 641 активных работали 535 человек (298 мужчин и 237 женщин), безработных было 106 (37 мужчин и 69 женщин). Среди 286 неактивных 80 человек были учениками или студентами, 98 — пенсионерами, 108 были неактивными по другим причинам.